# San Javier (Chile)
San Javier – miasto w Chile, położone we wschodniej części regionu Maule.

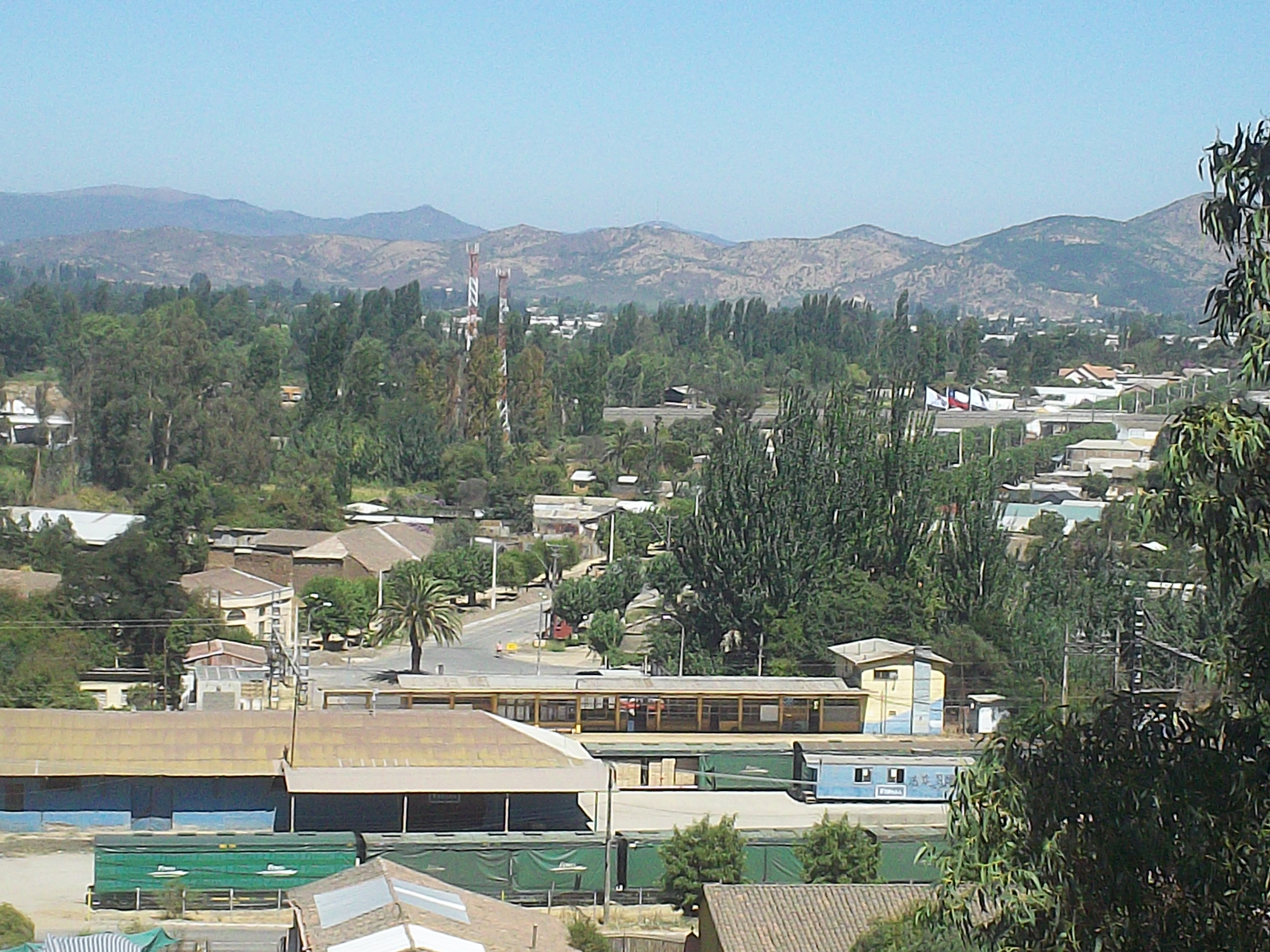
Stacja kolejowa w San Javier

## Opis
Miejscowość została założona w 1852 roku. Przez miasto przebiega Droga Panamerykańska R5, L16, L142 i linia kolejowa.

## Demografia
Źródło.